# NKOTBSB
NKOTBSB è una raccolta di brani delle due band statunitensi New Kids on the Block e Backstreet Boys. Pubblicato il 24 maggio 2011, l'album contiene i cinque maggiori successi di ognuna delle due band più due singoli inediti All in My Head e Don't Turn Out the Lights, ed un mash up.

## Descrizione
L'incontro tra le due band avvenne al Radio City Music Hall di New York nell'estate del 2010, con il quale diedero inizio a un progetto che avrebbe previsto la pubblicazione dell'album e un tour mondiale per la sua promozione. La raccolta venne intitolata NKOTBSB, sigla che unisce le iniziali dei due gruppi "NKOT" (New Kids on the Block) e "BSB" (Backstreet Boys) e la composizione della scaletta dei brani fu decisa per votazione dai fan delle due band nel marzo 2011.
Il brano All in My Head era originariamente un pezzo non pubblicato dell'ultimo album dei Backstreet Boys, This Is Us, che venne nuovamente inciso insieme alla band partner. Il brano Don't Turn Out the Lights fu l'unico inedito della raccolta ad essere distribuito come singolo, il 5 aprile 2011; fu presentato durante la BSB Cruise e contemporaneamente su iTunes, debuttando alla posizione numero 14 della classifica statunitense Bubbling Under Hot 100, il 14 aprile 2011. Infine il mash-up fonde le hits dei due gruppi.
L'album NKOTBSB debuttò alla posizione numero 7 nella classifica Billboard 200, vendendo 40 000 copie nella prima settimana di uscita.
Un'edizione deluxe della raccolta fu distribuita per la catena di negozi Walmart, contenente anche un DVD sulle prove del NKOTBSB Tour e l'incisione dei due brani inediti.

## Tracce

### Edizione standard[7]
1. Step by Step (da Step by Step) – 4:25 (Maurice Starr) – New Kids on the Block
2. I Want It That Way (da Millennium) – 3:29 (Max Martin, Andreas Carlsson) – Backstreet Boys
3. You Got It (The Right Stuff) (da Hangin' Tough) – 4:08 (Starr) – New Kids on the Block
4. Everybody (Backstreet's Back) (da Backstreet's Back) – 4:44 (Martin, Denniz PoP) – Backstreet Boys
5. Please Don't Go Girl (da Hangin' Tough) – 4:07 (Starr) – New Kids on the Block
6. As Long as You Love Me (da Backstreet's Back) – 3:29 (Martin) – Backstreet Boys
7. Hangin' Tough (da Hangin' Tough) – 3:45 (Starr) – New Kids on the Block
8. Larger Than Life (da Millennium) – 3:50 (Martin, Brian Littrell, Kristian Lundin) – Backstreet Boys
9. I'll Be Loving You (Forever) (da Hangin' Tough) – 4:19 (Starr) – New Kids on the Block
10. Quit Playing Games (With My Heart) (da Backstreet Boys) – 3:51 (Martin, Herbie Crichlow) – Backstreet Boys
11. All in My Head – 3:51 (Nadir Khayat, Teddy Sky, Gustav Efraimsson) – NKOTBSB
12. Don't Turn Out the Lights – 3:29 (Jess Cates, Claude Kelly[8]) – NKOTBSB
13. NKOTBSB Mashup – 6:35 – NKOTBSB

Durata totale: 54:02

### Walmart deluxe edition
1. Don't Turn Out the Lights Recording Session
2. NKOTBSB Tour Rehearsal
3. NKOTBSB Photo Shoot

## Classifiche
| Classifica                   | Posizione più alta | Vendite |
| ---------------------------- | ------------------ | ------- |
| Canadian Albums Chart        | 6                  |         |
| Mexican Albums Chart         | 70                 |         |
| Spanish Albums Chart         | 29                 |         |
| USA Billboard 200            | 7                  | 40000+  |
| USA Billboard Digital Albums | 18                 |         |
| World Albums Top 40          | 14                 |         |